# Bohuslav Svoboda
Bohuslav Svoboda (ur. 8 lutego 1944 w Pradze) – czeski lekarz ginekolog i polityk, burmistrz Pragi w latach 2010–2013 i od 2023, od 2013 roku poseł do Izby Poselskiej

## Życiorys
Ukończył studia lekarskie na Uniwersytecie Karola, następnie pracował jako lekarz w szpitalu w Przybramie. Od 1969 roku pracował w szpitalu uniwersyteckim na Vinohradach, w latach 1990–2010 pełnił tam także funkcję kierownika kliniki ginekologii i położnictwa. 
W latach 1992–1998 był prezesem Czeskiej Izby Lekarskiej, pełnił także funkcję prodziekana, a w latach 2003–2009 dziekanem III Wydziału Lekarskiego Uniwersytetu Karola. Od 2015 roku pracuje jako kierownik kliniki ginekologii Centralnego Szpitala Wojskowego w Pradze.
W 1998 roku kandydował w wyborach do Senatu z okręgu Liberec. W 2010 roku wygrał wybory na burmistrza Pragi jako wspólny kandydat Obywatelskiej Partii Demokratycznej i Czeskiej Partii Socjaldemokratycznej, w tym samym roku został liderem praskich struktur ODS. W 2013 roku rada miejska usunęła go z funkcji burmistrza. 
W wyborach parlamentarnych w 2013 roku uzyskał mandat w Izbie Poselskiej. W lutym 2014 roku został na prośbę szefa Policji pozbawiony immunitetu poselskiego w związku z prowadzonym przez prokuraturę śledztwem w sprawie nieprawidłowości przy wprowadzaniu w Pradze systemu Opencard. Svoboda był oskarżony o wyrządzenie miastu szkód w wysokości około 25 milionów koron. W 2016 roku został w tej sprawie skazany na dwa i pół roku więzienia w zawieszeniu na trzy lata. Svoboda odwołał się od decyzji sądu, w 2017 roku został jednak ponownie wybrany do Izby Poselskiej, która tym razem nie pozbawiła go immunitetu, reelekcję uzyskał także w 2021 roku. W marcu 2022 roku wystąpił o uchylenie mu immunitetu w celu ponownego zbadania sprawy Opencard przez sąd. Trzy miesiące później został uniewinniony. 
W 2018 roku kandydował bez powodzenia na urząd burmistrza Pragi. Kandydował również w wyborach samorządowych w 2022 roku, ponownie obejmując urząd burmistrza.

## Życie prywatne
Ma piątkę dzieci z dwóch związków. Obecnie jego żoną jest Pavla Svobodova.